# Damazy Klimek
Damazy Klimek (nascut cap al 1867, probablement a Zakrzewo, i mort probablement el 20 de novembre del 1939) fou un droguer, comerciant, activista popular i ciutadà honorífic de Grudziądz. Cap al 1900 s'establí a la ciutat de Grudziądz. A banda de la seva activitat professional, dedicà gran part del seu temps a les qüestions socials, especialment les relacionades amb Grudziądz. Durant molts anys formà part del Consell Municipal de Grudziądz. Klimek esdevingué copropietari de la drogueria Alchemia, fundada el 1902. Es trobava al carrer de Wybicki, 31. Durant les preparacions per a la Intelligenzaktion Pommern, la Selbstschutz el classificà com a part de l'«elit política» i el seu nom fou inclòs en una llista de proscrits. Després de la invasió de la Wehrmacht i l'annexió del corredor polonès, el 1939 fou detingut i assassinat pels nazis. No se sap ni on fou executat ni on fou enterrat.